# Lotononis erisemoides
Lotononis erisemoides là một loài thực vật có hoa trong họ Đậu. Loài này được (Ficalho & Hiern) Torre miêu tả khoa học đầu tiên.